# Pistola DoubleTap
La DoubleTap es una pistola tipo Derringer de dos cañones diseñada para defensa personal y fabricada por DoubleTap Defense, LLC. Su nombre proviene de la técnica de disparo double tap, en la cual se disparan dos balas rápidamente antes de enfrentarse al siguiente blanco. La Heizer Defense afirmó que se inspiró en la pistola FP-45 Liberator, que fue empleada en Francia contra los alemanes durante la Segunda Guerra Mundial.
Aunque la DoubleTap tiene dos cañones, ambos cartuchos no son disparados simultáneamente, ya que según las regulaciones de la ATF, cualquier arma que dispare más de un cartucho con cada presión del gatillo es considerada una ametralladora. La DoubleTap dispara el primer cartucho con su respectiva presión del gatillo y el segundo cartucho con otra, efectuando así un double tap.

## Diseño
La DoubleTap es singular al llevar dos cartuchos, uno en cada cañón. También lleva dos cartuchos adicionales en la empuñadura para recargarla. El retén del cañón ambidiestro hace que este bascule y eyecte los casquillos vacíos, permitiendo su recarga.
El arma tiene un sistema de gatillo con rodamientos patentado. Otras características incluyen un armazón de titanio o aluminio de calidad militar y un martillo oculto para evitar que se enrede y pueda desenfundarse con facilidad.

## Producción
La DoubleTap fue originalmente vendida con el nombre de Heizer DoubleTap, pero en octubre de 2012 la DoubleTap Defense anunció que estaban buscando a un nuevo socio para fabricar la pistola. En una declaración emitida el 7 de noviembre, Heizer Defense afirmó que la relación comercial con los creadores de la DoubleTap nunca se materializó en el campo financiero y "no tenía visos de ser una exitosa relación comercial". Un mes después, se anunció que la Azimuth Technology de Naples, Florida, fue seleccionada para fabricar la pistola.